# Benoît Bernard (canoë-kayak)
Pour les articles homonymes, voir Benoît Bernard et Bernard.
Benoît Bernard, né le 17 octobre 1969, est un céiste français pratiquant la course en ligne.

## Carrière
Benoît Bernard est médaillé de bronze en C-4 500 mètres aux Championnats du monde de course en ligne de canoë-kayak de 1989 à Plovdiv et médaillé d'argent dans la même discipline aux Championnats du monde de course en ligne de canoë-kayak de 1991 à Paris.
Il est médaillé de bronze en C-4 200 mètres aux Championnats du monde de course en ligne de canoë-kayak de 1995 à Duisbourg.